# Enrique Uribe Jongbloed
Enrique Uribe Jongbloed (Bogotá, 29 de diciembre de 1978) es un investigador colombiano especializado en el estudio de medios audiovisuales, cómics, política cultural y medios en idiomas minoritarios. En 2019 fue ganador de un estímulo del Fondo para el Desarrollo Cinematográfico por su investigación sobre las condiciones laborales de los trabajadores del audiovisual a partir de la ley 1556. Autor de múltiples publicaciones entre las que se encuentran Volver a los clásicos: Teorías de la comunicación y cultura pop, Los trabajadores colombianos del cine internacional y The Travels of Media and Cultural Products: Cultural Transduction.

## Reseña biográfica
Uribe Jongbloed obtuvo una licenciatura en estudios de cine y televisión de la Universidad Nacional de Colombia, una maestría en estudios de patrimonio mundial en la Brandenburg University of Technology Cottbus–Senftenberg y un doctorado en estudios de medios con el Departamento de Teatro, Cine y Estudios de Televisión en la Universidad de Aberystwyth. Su doctorado abordó las negociaciones de identidad que tienen lugar en los medios de lenguas minoritarias en Gales y Colombia.
Ha trabajado para varias universidades en Colombia, incluyendo la Universidad de La Sabana, la Universidad del Norte y la Universidad Jorge Tadeo Lozano. Desde 2018 trabaja como investigador y docente en la Facultad de Comunicación Social y Periodismo de la Universidad Externado de Colombia, donde es el jefe del Grupo de Investigación Recasens en Comunicación.
Fue miembro del comité de selección de los Premios India Catalina para la Industria Audiovisual Colombiana de 2016 a 2020. Actualmente se desempeña como Investigador Asociado en el proyecto Media Cymru.

## Publicaciones

### Artículos
- Uribe Jongbloed, E. 2022. ¿Pasarán? Kommunikation im Spanischen Bürgerkrieg. Interacting with the Spanish Civil War [Reseña de libro]. Perspectives 30(4), pp. 751-752.[9]
- Miller, T., Dorce, A., Uribe Jongbloed, E. y Saavedra, J. 2021. Citizenship and neoliberalism: pandemic horror in Latin America. Continuum 36(2), pp. 214-228.[10]
- Barker, K., Uribe Jongbloed, E. y Scholz, T. 2021. COVID-19 and the ‘myriad’: A comparative assessment of emergency responses from Europe and South America. Legalities 1(1), pp. 116-143.[11]
- Moreo Mora, C., Montoya Puccini, A. y Uribe Jongbloed, E. 2021. De los medios a la convergencia. In Mediaciones De La Comunicación 16(1), pp. 59-85.[12]
- Ramos, A. D., Uribe Jongbloed, E., Saavedra Utman, J. A. and Miller, T. 2021. Cybertarianism further exposed: Chile, Colombia, Mexico and the COVID-19 conjuncture. Journal of Digital Media & Policy 12(1), pp. 97-116.[13]
- Roncallo-Dow, S., Uribe Jongbloed, E. y Aguilar Rodríguez, D. 2021. ¡Venimos en paz! (Bueno, ¿lo hacen?): Miedos comunicativos humanos en películas de naturaleza extraterrestre. Kepes 18(23), pp. 273-313.[14]
- Uribe Jongbloed, E. and Corredor-Aristizábal, M. A. 2020. Creative industries policies and conditions of cinema labor in Colombia in the 21st century. Creative Industries Journal, pp. 228-243.[15]
- Roncallo-Dow, S., Aguilar-Rodriguez, D. and Uribe-Jongbloed, E. 2019. La Bogotá distópica: los cómics sobre una ciudad en caos. Co-herencia 16(30), pp. 27-56. (10.17230/co-herencia.16.30.2).[16]
- Uribe-Jongbloed, E. and Corredor Aristizábal, M. A. 2019. The adaptation of Don Camillo through the cultural transduction framework: from Italian bestseller to Franco-Italian film to a Colombian TV series. Adaptation 12(1), pp. 44-57.[17]
- Arias, O., Uribe, E. and Miller, T. 2018. Colombia y el dilema clásico del apoyo cinematográfico. Revista Internacional de Comunicación y Desarrollo 2(9), pp. 115-128. (10.15304/ricd.2.9.5570).[18]

### Capítulos de libro
- Uribe-Jongbloed, E. and Miller, T. 2020. ‘After’ or back to Third Cinema? Plebeian film, the national popular, fingernails and the resilient behemoth. In: Mazierska, E. and Kristensen, L. eds. Third Cinema, World Cinema and Marxism. Bloomsbury Academic, pp. 273–289., (10.5040/9781501348303.ch-012)

- Uribe-Jongbloed, E. and Aguilar-Rodriguez, D. E. 2020. The comics scene in Colombian cities. In: Scorer, J. ed. Comics Beyond the Page in Latin America. Modern Americas London: UCL Press, pp. 75-92., (10.2307/j.ctv13xpstc.9)
- Uribe-Jongbloed, E. 2019. Media and contact linguistics. In: Darquennes, J., Salmons, J. and Vandenbussche, W. eds. Language Contact. Handbooks of Linguistics and Communication Science De Gruyter, pp. 418-430., (10.1515/9783110435351-035)
- Uribe-Jongbloed, E. and Salawu, A. 2017. Minority languages, cultural policy and minority language media. In: Durrer, V., Miller, T. and O'Brien, D. eds. The Routledge Handbook of Global Cultural Policy. London: Routledge, pp. 181-194., (10.4324/9781315718408-12)
- Le, E. and Uribe-Jongbloed, E. 2017. Media and minority languages. In: Cotter, C. and Perrin, D. eds. The Routledge Handbook of Language and Media. London: Routledge, pp. 357-372., (10.4324/9781315673134-27)
- Suárez, F. and Uribe-Jongbloed, E. 2016. Making comics as artisans: comic book production in Colombia. In: Brienza, C. and Johnston, P. eds. Cultures of Comics Work. Palgrave Studies in Comics and Graphic Novels New York: Palgrave Macmillan, pp. 51-64., (10.1057/978-1-137-55090-3_4)
- Uribe-Jongbloed, E., Espinosa-Medina, H. D. and Biddle, J. 2016. Cultural transduction and intertextuality in video games: an analysis of three international case studies. In: Contemporary Research on Intertextuality in Video Games. Information Science Reference, pp. 143-161., (10.4018/978-1-5225-0477-1.ch009)
- Arango-Forero, G., Roncallo-Dow, S. and Uribe-Jongbloed, E. 2015. Rethinking convergence: a new word to describe an old idea. In: Lugmayr, A. and Dal Zotto, C. eds. Media Convergence Handbook., Vol. 1. Media Business and Innovation Heidelberg: Springer Berlin, pp. 17-28., (10.1007/978-3-642-54484-2_2)

### Libros
- Uribe-Jongbloed, E. 2023. The travels of media and cultural products: cultural transduction. Oxon and New York: Routledge.
- Uribe Jongbloed, E., Mora Moreo, C., Corredor Aristizábal, M. y Martínez Moreno, R. 2021. Los trabajadores colombianos del cine internacional. Universidad Externado de Colombia.
- Roncallo-Dow, S., Uribe Jongbloed, E. y Goyeneche-Gómez, E. 2016. Volver a los clásicos: Teorías de la comunicación y cultura pop. Universidad de La Sabana.